# Der Asiate

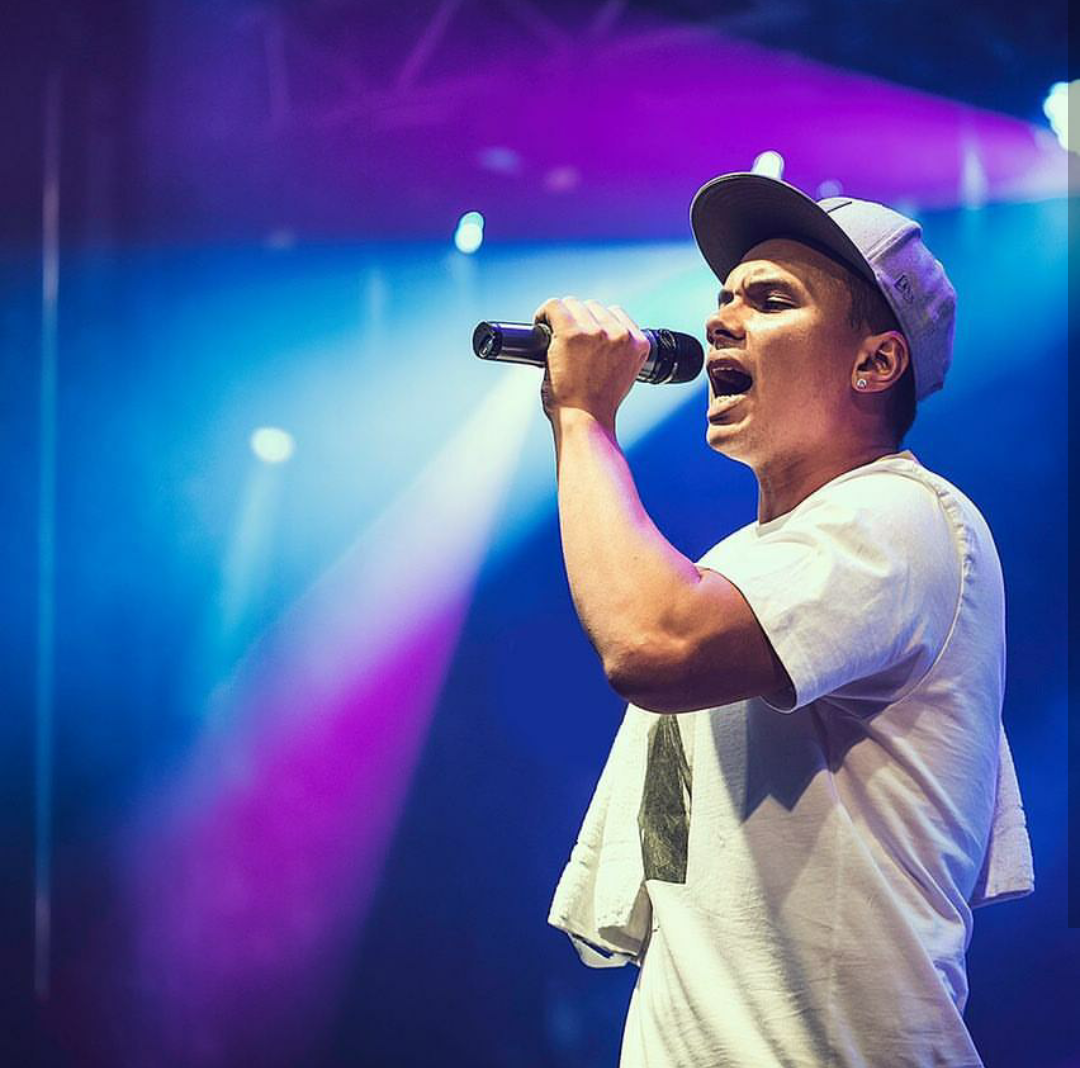
Live-Auftritt von Der Asiate

Der Asiate (* 23. September 1988 in Großröhrsdorf, bürgerlicher Name Andy Zirnstein) ist ein deutscher Rapper, der beim Independent-Label Bassukah unter Vertrag steht.

## Werdegang

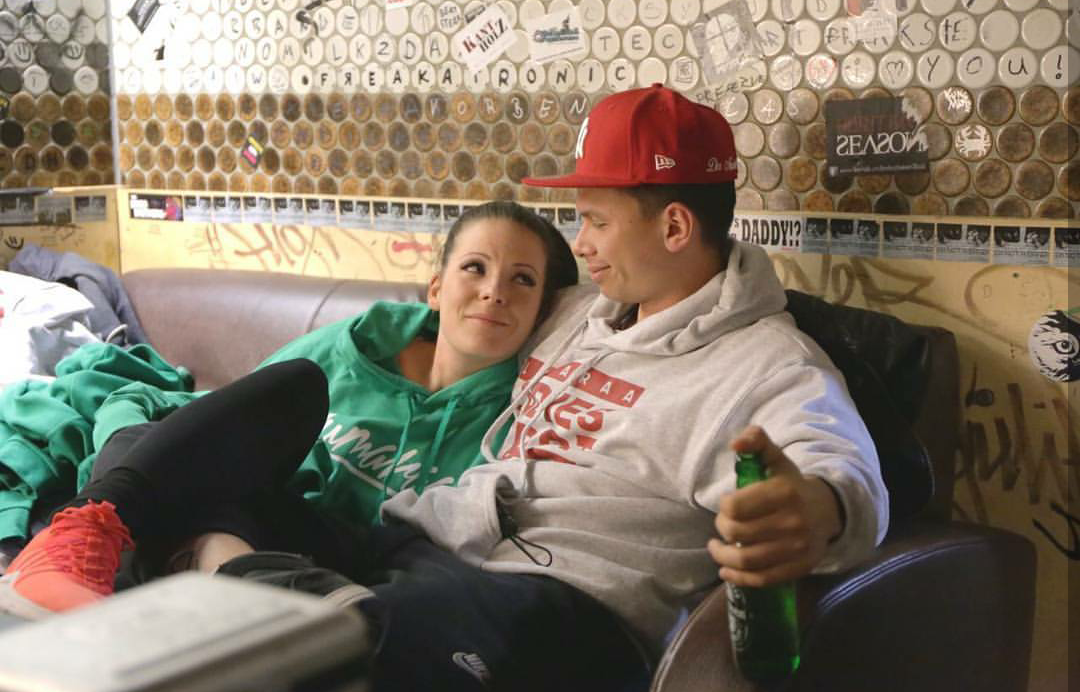
Der Asiate mit Lumaraa

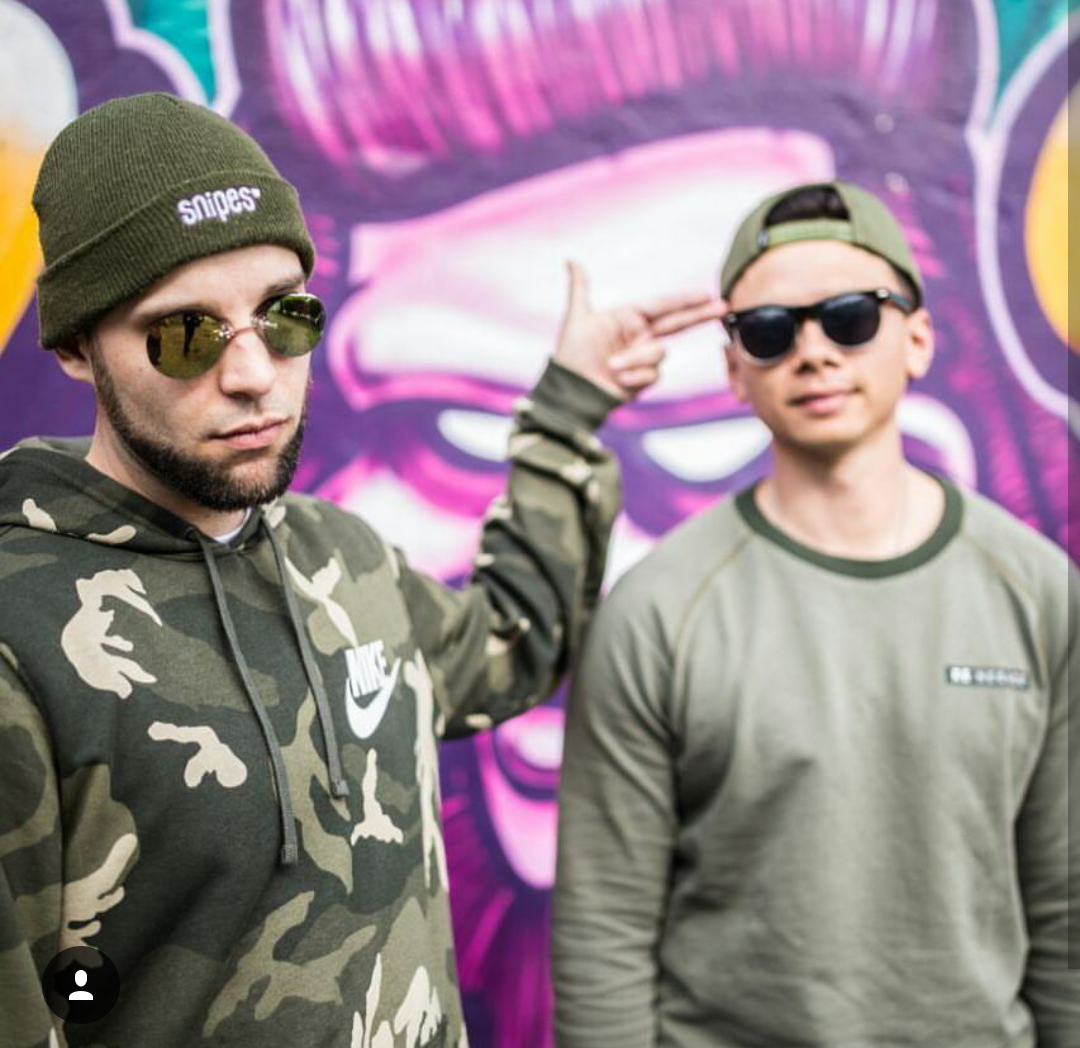
Pressefoto von 4tune und Der Asiate

Der Asiate wurde 1988 unter dem Namen Andy Zirnstein als Sohn einer deutschen Mutter und eines vietnamesischen Vaters in Großröhrsdorf geboren. Anschließend wuchs er in Sohland an der Spree in der Nähe von Bautzen auf. Dort besuchte er zunächst die Gerhart-Hauptmann-Realschule und absolvierte im Folgenden eine Berufsausbildung als Fachangestellter für Bäderbetriebe. Diesen Beruf übte er sieben Jahre aus. Zirnstein wurde Ende der 1990er Jahre durch die US-amerikanischen Rapper Eminem und Tupac Shakur auf Hip-Hop-Musik aufmerksam. Im Alter von 17 Jahren probierte er sich in Hip-Hop-Battles als Freestyle-Rapper aus. Ab 2006 begann er unter dem Pseudonym Der Asiate erste eigene Texte zu schreiben. Bei der Auswahl seines Künstlernamens orientierte er sich an Rapper B-Tight, der sich selber auch als „Der Neger“ inszeniert. Zwei Jahre nach der Veröffentlichung seines ersten Songs Wahre Liebe erfolgte die Aufnahme seines Debütalbums. Dieses erschien 2009 unter dem Titel Asiatainment zum kostenlosen Herunterladen. Die Vermarktung übernahm die Plattform SCT-Music, die Der Asiate mit einigen Freunden gegründet hatte. Für die Produktion des Albums war Jake Des verantwortlich. Über diesen lernte Der Asiate den Rapper refleXion der Hip-Hop-Gruppe Beat im Ohr kennen. Gemeinsam bildeten die beiden daraufhin die Formation Kartoffel & Reis. 2010 wurde mit der EP Rap schmeckt wieder das erste Kollabo-Projekte der Rapper veröffentlicht. Außerdem gewann Der Asiate im selben Jahr einen Wettbewerb des Videoportals MyVideo, wofür er neben einem Preisgeld einen Auftritt vor Olli Banjo und Kool Savas auf der Jugendmesse YOU 2011 erhielt.
2011 zog Der Asiate nach Leipzig um und trat nachfolgend auf regionalen Hip-Hop-Veranstaltungen auf, wo er unter anderem die Formation Area 5 kennenlernte. Ein Jahr später veröffentlichte das Label Rapz Records den gemeinsamen Sampler Next Generation von ihm, refleXion und Area 5. Des Weiteren nahm Der Asiate 2012 an der ersten Ausgabe des Online-Turniers JuliensBlogBattle des Youtubers Julien Sewering teil. In der ersten Runde des Battle-Rap-Wettbewerbs setzte er sich gegen den Rapper Ahmed durch. Im Halbfinale traf er anschließend auf 4tune, den er ebenfalls besiegen konnte. Da das zweite Halbfinale abgesagt wurde, traten 4tune und Der Asiate im Finale erneut gegeneinander an. Im zweiten Durchgang gewann 4tune das Turnier. Durch die Teilnahme konnte Der Asiate seinen Bekanntheitsgrad deutlich steigern. So erreichte bereits sein erster Beitrag im Rahmen des JBB 2012 bislang 2,5 Millionen Aufrufe (Stand Januar 2023). Am 1. Oktober 2012 erschien die kostenlose EP Unfassbar diese Schlitzis, auf der unter anderem die JBB-Beiträge des Rappers enthalten sind. Als Gastrapper konnte Der Asiate Mach One, Weekend, ÉSMaticx, Metrickz, Punch Arogunz, 4Tune, Happy Beckmann, Sorgenkind, refleXion, Ahmed, Emgi, Mc Maik, Murrath86, Mr. No Name, Dollar John und T-Jey gewinnen.
Anfang 2013 wurde das erste kommerzielle Projekt über das Label Asiatainment veröffentlicht. Dabei handelt es sich um ein Doppelalbum bestehend aus dem Soloprojekt Der Reiskanzler und dem zweiten Teil der Formation Kartoffel & Reis Bis das Essen kommt. Unter anderem BattleBoi Basti und Mach One steuerten Gastbeiträge für das Album bei. Am 7. März 2014 folgte die EP Bis zum Morgengrauen über das Label. Die Beats der Veröffentlichung wurde von Dirty Dasmo produziert. Auf dem enthaltenen Song Alle hassen mich sind GReeeN, Rec-Z, Gio, Scotch und Dirty Maulwurf zu hören. Im selben Jahr trat Der Asiate im Zuge eines „Bonusbattles“ gegen Grinch Hill erneut bei JuliensBlogBattle in Erscheinung. Im Frühjahr 2015 begleitete Der Asiate seine damalige Lebensgefährtin Lumaraa auf ihrer Tournee Kämpfernat(o)ur. Im Sommer traten sie gemeinsam auf dem splash!-Festival auf. Beide hatten sich ein Jahr zuvor auf demselben Musikfestival kennengelernt.
2015 unterschrieb Der Asiate einen Künstlervertrag beim Label Bassukah. Am 6. November veröffentlichte er über die Plattform das Album Kätzchenfleisch. Dieses erschien erstmals auf CD und als Box-Set. Da bei der Zusammenstellung Letztgenannter eine Richtlinie des Bundesverbandes Musikindustrie nicht eingehalten worden war, wurde das Album als „nicht chartfähig“ eingestuft. Für Kätzchenfleisch entstanden unter anderem gemeinsame Lieder mit Lumaraa, B-Tight, Kitty Kat, Rhymin Simon und Gary Washington. Die Songs Bademeister, Tina und Alles Kanacken wurden als Musikvideos umgesetzt. Der Asiate stellte Kätzchenfleisch im Rahmen der Reiskultour 2015 vor. Bei der elf Auftritte umfassenden Tournee wurde er von Gary Washington begleitet. 2016 übernahm Der Asiate das Management des Rappers 4tune, mit dem er im Folgenden ein gemeinsames Album in Dresden aufnahm. Am 18. August 2017 erschien dieses unter dem Titel Bang Shui über Bassukah. Für die Veröffentlichung orientierten sich die Rapper am Mixtape Schläge für Hip Hop von Favorite und Hollywood Hank. Blokkmonsta, Rako, Blut & Kasse und GReeeN sind als Gastrapper vertreten. Die Produktionen wurden von StreetClassix Beatz, Sebastian Mitchell und Olli Banjo beigesteuert. Bang Shui stieg auf Platz 44 der deutschen Charts ein. Am 27. Juli 2018 veröffentlichten 4tune und Der Asiate die Bang Shui Remix EP.

## Rezeption
Das Online-Magazin laut.de lobt Der Asiate für seinen Wortwitz. Durch seine Teilnahme an JuliensBlogBattle habe er sich „Respekt und Kredibilität als eine der frischen Stimmen im Hip Hop-Zirkus“ verschafft. Inhaltlich bediene er sich dabei zwar „Asia-Klischees“, habe jedoch auch „glaubwürdig erzählte persönliche Geschichten im Repertoire“, wodurch seine Texte „nicht restlos in den Klamauk“ kippen. Sebastian Hüfing rezensierte für Laut.de das Album Kätzchenfleich. Seiner Ansicht nach bewegen sich „Rap- und Reimtechnik auf einem soliden Level“. Der Asiate preise die Selbstironie an, was „im Endeffekt nichts anderes bedeutet, als dass er in jedem Track einen Haufen Vorurteile vom Stapel“ lasse. Auch Dominik Lippe bemängelte in seiner Kritik zu Bang Shui die „sich nur um sich selbst drehende Dauerironie“. Dieses Konzept werde derart überstrapaziert, „dass die dauerhafte Distanzierung dem Album den Sinn entzieht.“ Dagegen gebe sich Der Asiate „raptechnisch natürlich keine Blöße“. Laut Daniel Fersch finde vielleicht eine „junge, erwartungslose Zielgruppe“ Gefallen an Bang Shui, ein „hochwertiges Stück Kunst“ dürfe jedoch nicht erwartet werden. Carolin Schreier findet dagegen Lob für den Rapper. Der Asiate schaffe es mit „viel Selbstironie, zum Teil einer unschuldigen Albernheit und vor allem einer großen Portion ‚Take It Easy‘, […] Stereotypen mit einem High Five zu entgegnen.“ Sein Humorverständnis wecke Assoziationen zu einem Zitat des Titanic-Chefredakteurs Tim Wolff: „Es lebe der Witz. Der kluge. Der platte. Jeder, der genügend Menschen findet, die über ihn lachen.“

## Diskografie

### Alben
| Jahr | Titel                     | Höchstplatzierung, Gesamtwochen, AuszeichnungChartsChartplatzierungen (Jahr, Titel, Platzierungen, Wochen, Auszeichnungen, Anmerkungen, Frontcover) | Anmerkungen                                                                                                  | Frontcover |
| Jahr | Titel                     | DE | Anmerkungen                                                                                                  | Frontcover |
| ---- | ------------------------- | --- | --- | ---------- |
| 2009 | Asiatainment              | — | Erstveröffentlichung: 2009 Kostenloser Download                                                              |            |
| 2010 | Rap schmeckt wieder       | — | Erstveröffentlichung: 2010 EP mit refleXion Kostenloser Download                                             |            |
| 2011 | Next Generation           | — | Erstveröffentlichung: 2011 Sampler mit Area 5 und refleXion Veröffentlichung über Rapz Records               |            |
| 2012 | Unfassbar diese Schlitzis | — | Erstveröffentlichung: 2012 EP Kostenloser Download                                                           |            |
| 2013 | Bis das Essen kommt       | — | Erstveröffentlichung: 2013 Album mit refleXion Zusammen mit Der Reiskanzler über Asiatainment veröffentlicht |            |
| 2013 | Der Reiskanzler           | — | Erstveröffentlichung: 2013 Zusammen mit Bis das Essen kommt über Asiatainment veröffentlicht                 |            |
| 2014 | Bis zum Morgengrauen      | — | Erstveröffentlichung: 2014 EP Veröffentlichung über Asiatainment                                             |            |
| 2015 | Kätzchenfleisch           | — | Erstveröffentlichung: 2015                                                                                   |            |
| 2017 | Bang Shui                 | DE44 (1 Wo.)DE | Erstveröffentlichung: 2017 Kollabo-Album mit 4tune                                                           |            |
| 2018 | Bang Shui Remix EP        | — | Erstveröffentlichung: 2014 EP Veröffentlichung über Bassukah                                                 |            |

Singles
- 2009: Meine Heimat (Album Asiatainment)
- 2009: Wahre Liebe (Album Asiatainment)
- 2010: Lovesong (Kitty Kat, Lady Bitch Ray) (EP Rap schmeckt wieder)
- 2010: Kartoffel & Reis (EP Rap schmeckt wieder)
- 2010: Wer!? (feat. A5) (Sampler Next Generation)
- 2010: Nick zu dem Shit (feat. A5) (Sampler Next Generation)
- 2011: Groupiesong (Sampler Next Generation)
- 2011: Abschied (feat. Sissak) (Sampler Next Generation)
- 2012: Danke Rap (feat. Mach One) (Album Der Reiskanzler/B.d.E.k.)
- 2012: Tschernobly Kinder (feat. Battleboi Basti) (Album Der Reiskanzler/B.d.E.k.)
- 2012: Juliensöhne (feat. 4tune) (Backspin TV) (Album Der Reiskanzler/B.d.E.k.)
- 2013: Wir sind Back (Backspin TV) (Album Der Reiskanzler/B.d.E.k.)
- 2013: Geld (Album Der Reiskanzler/B.d.E.k.)
- 2013: Faust hoch (feat. Metrickz) (Album Der Reiskanzler/B.d.E.k.)
- 2013: 7Figures (Aggro TV) (Album Der Reiskanzler/B.d.E.k.)
- 2013: Hannah (Untergrund TV) (Album Der Reiskanzler/B.d.E.k.)
- 2013: Halt die Fresse (Aggro TV) (Album Der Reiskanzler/B.d.E.k.)
- 2013: Bis zum Morgengrauen (EP Bis zum Morgengrauen)
- 2013: Lass Sie Reden (EP Bis zum Morgengrauen)
- 2013: Reisende soll man nicht aufhalten (EP Bis zum Morgengrauen)
- 2013: Karate Reptil (feat. Greeen) (EP Bis zum Morgengrauen)
- 2013: Alle hassen mich (feat. Allstars) (EP Bis zum Morgengrauen)
- 2013: Intro (EP Bis zum Morgengrauen)
- 2015: Bademeister (Album Kätzchenfleisch)
- 2015: Major (Album Kätzchenfleisch)
- 2015: Alles Kanacken (feat. B-Tight und Lumaraa) (Album Kätzchenfleisch)
- 2015: Tina (Album Kätzchenfleisch)
- 2015: Allstars (feat. Kitty Kat, Separate, Lumaraa und Gio) (Album Kätzchenfleisch)
- 2016: Fuckin Remix (feat. Gary Washington) (Album Kätzchenfleisch)
- 2016: Fotze (Juliensmusiccypher)
- 2016: Fick dein Fame (Juliensmusiccypher)
- 2016: Bart (feat. Rhymin Simon) (Album Kätzchenfleisch)
- 2017: Wenn du meinst (feat. Lumaraa) (Album Kätzchenfleisch)
- 2017: Bang Shui (Album Bang Shui)
- 2017: Its a Trap (Album Bang Shui)
- 2017: Gruppenzwang (feat. Greeen) (Album Bang Shui)
- 2017: Hype (Bonus-Track) (Album Bang Shui)
- 2017: Mach dein Dreck (feat. Rako und Blokkmonsta) (Album Bang Shui)
- 2017: Opel Astra/Cruisen 2017 (Album Bang Shui)
- 2018: S.O.S. Mama
- 2018: Wir sind die Polizei (feat. Lumaraa)
- 2019: Für die Ewigkeit (feat. Lumaraa)
- 2022: Legenden (SpongeBOZZ, Gio & GReeeN feat. Der Asiate, Deamon & Johnny Diggson; #11 der deutschen Single-Trend-Charts am 8. April 2022[35])
- 2023: Mein Dorf

Sonstige
- 2010: Unvergessen (feat. Vivien) (Freesong)
- 2011: Keine Träne (Freesong)
- 2012: Der Asiate Qualifikation (JuliensblogBattle)
- 2012: Der Asiate vs. Ahmed Viertelfinale (JuliensblogBattle)
- 2012: Der Asiate vs. 4tune Halbfinale (feat. Weekend) (JuliensblogBattle)
- 2012: Der Asiate vs. 4tune Finale Hinrunde (JuliensblogBattle)
- 2012: Der Asiate vs. 4tune Finale Rückrunde (JuliensblogBattle)
- 2012: Wir ham den Ruf (feat. Mach One) (Freesong)
- 2012: Alles wird Schwarz (feat. Metrickz) (Freesong)
- 2013: AGGRO.TV Adventskalender – Der Asiate – Türchen 03
- 2013: Spongebozz vs. Ahmed Viertelfinale (JuliensblogBattle)
- 2013: Spongebozz vs.4tune Finale (JuliensblogBattle)
- 2014: Mammutmix (Allstars) (JuliensblogBattle)
- 2014: Bonusbattle vs. Grinch Hill (feat. Lumaraa) (Juliensblogbattle)
- 2015: Fuckin (feat. Gary Washington) (Freesong)

Gastbeiträge
- 2011: Links, Rechts, Geradeaus auf Hart Hohl & Herzlich von Rap aus Granit
- 2012: Hab dich lieb Song auf Rapz-Records Next Generation von Bullet
- 2017: Wenn ich ein Gangster wär (Bonus-Track) auf Wer hat das Gras weggeraucht? von B-Tight
- 2017: #Judas von Lumaraa (Diss-Track gegen Gio)
- 2017: Starkes Geschlecht auf Fragmente von Prekiller
- 2020: Links, Zwo, Drei, Vier auf Bobby Dick von B-Tight